# Lily on the Beach
Lily on the Beach è il 19º album dei Tangerine Dream, pubblicato nel 1989. Tutte le tracce sono composte e arrangiate da Paul Haslinger ed Edgar Froese. Quest'album segna l'inizio di una lunga relazione del gruppo con gli strumenti acustici a fiato, e vede la partecipazione di Hubert Waldner al sax soprano e al flauto nella traccia Long Island Sunset. Nella traccia Radio City compare per la prima volta in un disco dei Tangerine Dream Jerome Froese.

## Tracce
1. Too Hot For My Chinchilla – 3:51
2. Lily On The Beach – 4:16
3. Alaskan Summer – 3:33
4. Desert Drive – 3:47
5. Mount Shasta – 4:26
6. Crystal Curfew – 4:57
7. Paradise Cove – 3:45
8. Twenty-Nine Palms – 3:19
9. Valley Of The Kings – 5:05
10. Radio City – 4:04
11. Blue Mango Cafe – 4:12
12. Gecko – 3:33
13. Long Island Sunset – 7:11